# Caronno Pertusella

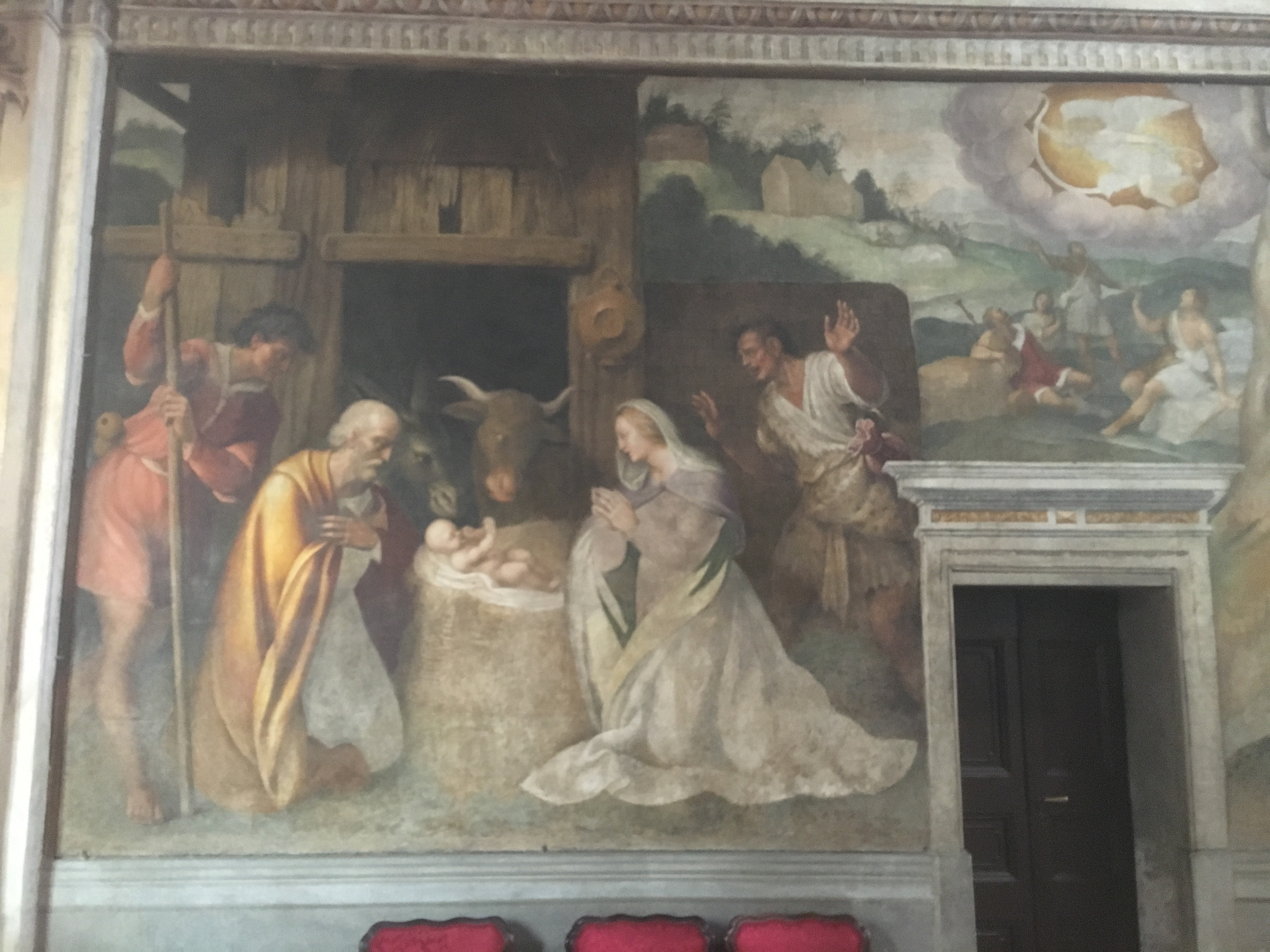
Pfarrkirche Santa Maria della Purificazione, Fresko Nascita di Cristo von Giovanni Paolo Lomazzo

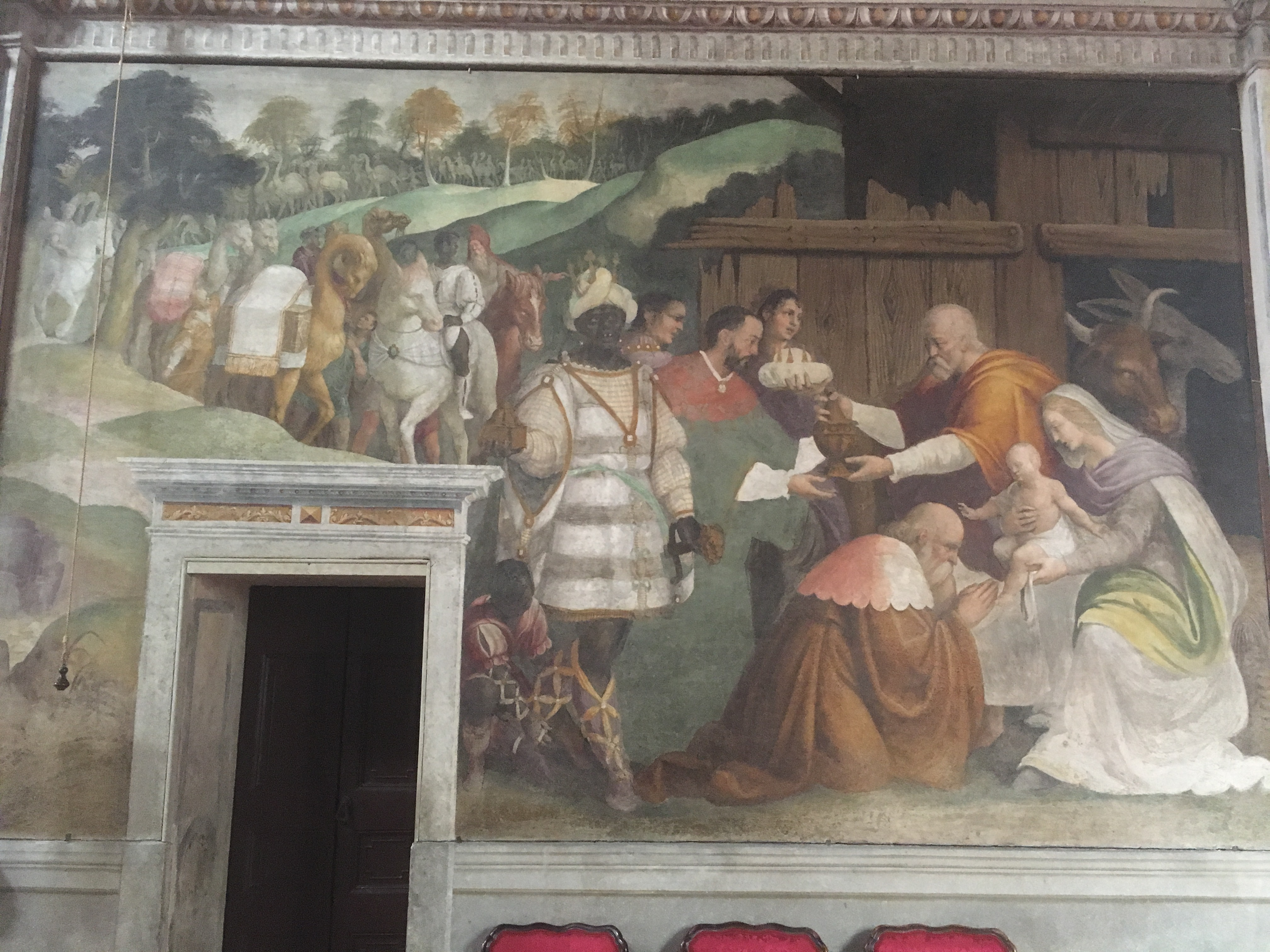
Pfarrkirche Santa Maria della Purificazione, Fresko Epifania von Giovanni Paolo Lomazzo

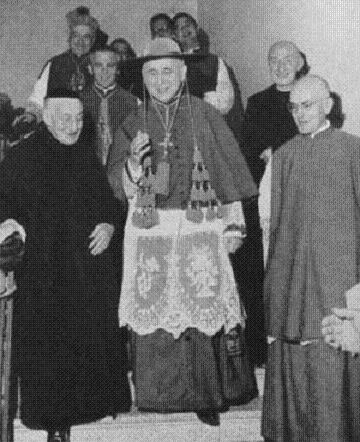
Kardinal Giovanni Colombo

Caronno Pertusella (früher: Cassino Pertusella und Caronno Milanese) ist eine italienische Gemeinde (comune) in der Provinz Varese in der Region Lombardei.

## Geographie
Die im äußersten südöstlichsten Punkt der Provinz Varese gelegene Gemeinde grenzt an die Metropolitanstadt Mailand und bedeckt eine Fläche von 8,6 km². Zu Caronno Pertusella gehören die Fraktionen Caronno, Bariola und Pertusella. Die Stadt liegt etwa 17 Kilometer nordwestlich vom Stadtzentrum Mailands und etwa 30 Kilometer südöstlich von Varese.
Die Nachbargemeinden sind Cesate (MI), Garbagnate Milanese (MI), Lainate (MI), Origgio, Saronno und Solaro (MI).

## Geschichte
Nach der vorübergehenden Vereinigung der lombardischen Provinzen mit dem Königreich Sardinien wurde die Gemeinde Cassina Pertusella mit 377 Einwohnern, die von einem fünfzehnköpfigen Gemeinderat und einem zweiköpfigen Stadtrat verwaltet wird, auf der Grundlage der durch das Gesetz vom 23. Oktober 1859 festgelegten Gebietsaufteilung in den Bezirk III von Saronno, Bezirk IV von Gallarate, Provinz Mailand, aufgenommen.
Bei der Gründung des Königreichs Italien im Jahr 1861 hatte die Gemeinde 415 Einwohner (Volkszählung 1861). Nach dem Gemeindegesetz von 1865 wurde die Gemeinde von einem Bürgermeister, einer Junta und einem Rat verwaltet. Im Jahr 1867 wurde die Gemeinde in das gleiche Mandamento, Circondario und Provinz (1867) aufgenommen. 1869 wurde die Gemeinde Cassina Pertusella mit der Gemeinde Caronno Milanese, die heute Caronno Pertusella heißt, zusammengelegt (Königlicher Erlass Nr. 4918 vom 24. Februar 1869).

## Bevölkerung
| Bevölkerungsentwicklung | Bevölkerungsentwicklung | Bevölkerungsentwicklung | Bevölkerungsentwicklung | Bevölkerungsentwicklung | Bevölkerungsentwicklung | Bevölkerungsentwicklung | Bevölkerungsentwicklung | Bevölkerungsentwicklung | Bevölkerungsentwicklung | Bevölkerungsentwicklung | Bevölkerungsentwicklung | Bevölkerungsentwicklung |
| ----------------------- | ----------------------- | ----------------------- | ----------------------- | ----------------------- | ----------------------- | ----------------------- | ----------------------- | ----------------------- | ----------------------- | ----------------------- | ----------------------- | ----------------------- |
| Jahr                    | 1861                    | 1881                    | 1901                    | 1921                    | 1951                    | 1971                    | 1981                    | 1991                    | 2001                    | 2011                    | 2021                    |                         |
| Einwohner               | 2.660                   | 2.859                   | 3.580                   | 4.552                   | 6.565                   | 10.225                  | 11.494                  | 11.723                  | 12.052                  | 16.397                  | 17.940                  |                         |

## Wirtschaft und Verkehr
In Caronno Pertusella produziert der Riva-Konzern Stahl. Caronno Pertusella ist an das S-Bahn-Netz Mailands (Linien S1, S3) und an die Bahnstrecke Mailand–Saronno mit einem Bahnhof angeschlossen. Durch die Gemeinde führt die ehemalige Staatsstraße 233.

## Gemeindepartnerschaft
Caronno Pertusella unterhält eine inneritalienische Partnerschaft mit der Gemeinde Mossano in der Provinz Vicenza.

## Sehenswürdigkeiten
- Pfarrkirche Santa Margherita d’Antiochia
- Pfarrkirche Sant’Alessandro martire
- Kirche della Purificazione di Maria genannt Chiesa Nuova (16. Jahrhundert) enthält Fresken des Malers Giovanni Paolo Lomazzo und Gemälde des Malers Bernardino Campi[2]
- Frauenkloster San Pietro 1461[3]

## Persönlichkeiten
(nach Geburt)
- Giovanni Colombo (1902–1992), Kardinal und Erzbischof von Mailand
- Giovanni Lattuada (1905–1984), Bronzemedaillengewinner der Olympischen Spiele 1932 im Turnen (Ringe)
- Paolo Cova (* 5. April 1962 in Caronno Pertusella), Politiker (Partito Democratico), Tierarzt, Mitglied des Abgeordnetenhauses der italienischen Republik[4]
- Giorgio Fontana (* 1981), Schriftsteller